# Rhynobrissus macropetalus
Rhynobrissus macropetalus is een zee-egel uit de familie Brissidae.
De wetenschappelijke naam van de soort werd in 1938 gepubliceerd door Hubert Lyman Clark.